# 한국해양연구원
한국해양연구원(韓國海洋硏究院 Korea Ocean Research & Development Institute ; KORDI)은 대한민국 교육과학기술부 산하 기초기술연구회 소속 종합 해양과학기술 연구기관이었다. 교육과학기술부 산하 기타공공기관으로 본원은 경기도 안산시 상록구 해안로 787(사동 1270번지)이고, 선박해양플랜트연구소는 대전광역시 유성구 유성대로 1312번길에 있었으며, 거제에 남해연구소, 울진에 동해연구소가 있었다. 2012년 7월 한국해양과학기술원이 출범하면서 폐지되었다.

## 역사
- 1973년 10월 30일 한국과학기술연구소(KIST) 부설 해양개발연구소로 발족하였다.
- 1976년 선박연구소와 통합되면서 재단법인 한국선박해양연구소가 되었다.
- 1978년 한국과학기술연구소 부설 해양개발연구소로 재발족하였다.
- 1981년 해양연구소로 개편되었다.
- 1990년 6월 1일 한국과학기술원으로부터 한국해양연구소로 독립했다.
- 2001년 1월 한국해양연구원으로 개편되었다.
- 2012년 7월 한국해양과학기술원이 설립되면서 폐지되었다.[4]

## 주요 업무
- 해양의 물리학적 특성과 수치모델 연구
- 해양의 화학적 환경, 천연물, 동위원소화학 연구
- 해양의 지질, 지구물리 등 지질과학적 연구
- 연안 환경과 연안개발기술 연구
- 해양법과 해양산업 연구
- 극지 지구과학과 극지생물 연구
- 남극 세종과학기지 운영
- 심해저 망간자원 연구

## 부대 시설

### 해양과학 전자도서관
한국해양연구원 도서관의 전자도서관 홈페이지이다. 전자저널, 학술DB, e-book 등의 서지 및 원문을 볼 수 있다.

## 보유조사선
- 아라온호[5]
- 온누리호
- 이어도호
- 장목호
- 장목2호

## 같이 보기
- 한국해양과학기술원
- 한국해양과학기술진흥원
- 한국해양대학교
- 목포해양대학교
- 해양환경관리공단